# 張嵿 (成化進士)
張嵿（1458年—1531年），字時俊，浙江紹興府蕭山縣（今浙江省蕭山市）人，明朝政治人物，成化丁未進士，官至南京工部尚書。

## 生平
成化十九年（1483年）癸卯科浙江鄉試第五十五名，成化二十三年（1487年）丁未科進士。弘治初年，修《憲宗實錄》，命往蘇、松諸府負責採軼事。出為江西上饒縣知縣。升南京兵部主事、刑部郎中。正德初年，授興化府知府、南雄府知府、江西參政，江西右布政使，轉左。召為光祿卿，以都察院右副都御史巡撫保定諸府，忤逆朝中權貴，移疾歸鄉。
明世宗即位后，命以右都御史總督兩廣軍務，平定廣西上思州賊黃鏐叛亂，并與都指揮李臯等會福建官兵夾搫獲勝，此外抵禦葡萄牙人別都盧（葡萄牙語：Pedro Homen）剽劫滿剌加國等。此後召為南京都察院都御史、工部尚書。嘉靖六年（1526年），被彈劾致仕。

## 家族
曾祖張仕寧；祖父張清；父張孔殷，母俞氏。具庆下。

## 墓葬
張嵿墓在临浦峙山上。墓毁于文革时期，现仅存石人石马。

## 延伸阅读
[在维基数据编辑]
 《明史卷二百》，出自《明史》